# Rafael de Osma
Rafael De Osma Bedoya (12 dicembre 1997) è uno sciatore nautico peruviano.

## Palmarès
- Giochi sudamericani

Cochabamba 2018: bronzo nel salto.